# Эванс, Матильда Джейн
Генриетта Матильда Джейн Эванс (урожденная Конгрев) (англ. Matilda Jane Evans; 7 августа 1827, Пекхэм, Южный Лондон, Суррей, Англия — 22 октября 1886, Проспект, Аделаида, Южная Австралия) — австралийская писательница, педагог. Литературный псевдоним — Мод Жанна Франк.

## Биография
Родилась в семье нефтяника, разорившегося из-за неудачных вложений и отправившегося 1852 году в Южную Австралию. Мать Матильды умерла во время переезда. В том же году умер отец. Чтобы прокормить младших сестёр, работала гувернанткой, позже открыла школу в Маунт-Баркер. Там написала свой первый роман «Мэриан или Свет чужого дома», посвящённый австралийской провинциальной жизни, впервые опубликованный в 1859 году, который выдержал несколько изданий в Лондоне.
В феврале 1860 года в Аделаиде вышла замуж за Эфраима Эванса, баптистского священника и вдовца. Муж не позаботился о своей жене и четырёх детях, но публичная подписка помогла Матильде Джейн открыть школу в Нуриотпе. Затем она открыла женскую школу в Ангастоне (Южная Австралия)и в 1868 году переехала в Ангастон-Хаус в Северной Аделаиде.
В 1882 году она оставила преподавание и посвятила себя служению в баптистской церкви Северной Аделаиды в качестве диакониссы.
Занялась литературным творчеством. Автор многих рассказов и статей, напечатанных в местных журналах и четырнадцати романов сентиментально-поучительных, риторических и религиозных по тематике. В 1888 году лондонские издатели выпустили 13-томное собрание её австралийских произведений.
Умерла от перитонита.

## Избранные произведения
- Marian; or the light of Some One’s Home (1860)
  - второе издание (1861)
- Vermont Vale (1866)
- Emily’s Choice (1867)
- Minnie’s Mission: an Australian Temperance Tale (1869)
- Golden Gifts (1869)
- Silken Cords and Iron Fetters (1870)
- John’s Wife (1874)
- Hall’s Vineyard (1875)
- Little Mercy (1878)
- Beatrice Melton’s Discipline (1880)
- The Master of Ralston (1880)
- Jem’s hopes : and how they were realized (1881)
- No Longer a Child (1882)
- Two Sides to Every Question (1883)
- At the Well (1883)
- Into the Light (1885)
- Fern hollow, or, Old life in new lands (1885)